# Рукка Пейдж
Рукка Пейдж (англ. Rucca Page), настоящее имя Джессика Николь Айн (англ. Jessica Nicole Ain, род. 16 декабря 1985, Лас-Вегас, Невада) — американская порноактриса, лауреат премии AVN Awards.

## Биография
Родилась 16 декабря 1985 года в Лас-Вегасе. В порноиндустрии дебютировала в 2006 году, в возрасте около 21 года.
Снималась для таких студий, как Third Degree Films, Brazzers, Diabolic Video, Devil’s Film, Evil Angel, Elegant Angel, Джулс Джордан, New Sensations, Reality Kings, Zero Tolerance Entertainment и других.
В 2009 году получила AVN Awards в категории «самая скандальная сцена секса» за Night of Giving Head, а также была номинирована в категории «лучшая сцена от первого лица» за POV Pervert 10.
Ушла из индустрии в 2016 году, снявшись в 133 фильмах.

## Награды и номинации
| Год  | Награда    | Категория                     | Работа                   | Результат |
| ---- | ---------- | ----------------------------- | ------------------------ | --------- |
| 2009 | AVN Awards | Самая скандальная сцена секса | Night of the Giving Head | Победа    |
| 2009 | AVN Awards | Лучшая сцена от первого лица  | POV Pervert 10           | Номинация |

## Избранная фильмография
- Full Gallon Juggs 2
- Addicted To Boobs 5
- Big Titty Solos
- Night of the Giving Head